# Halictus atelopterus
Halictus atelopterus är en biart som beskrevs av Cockerell 1920. Halictus atelopterus ingår i släktet bandbin, och familjen vägbin. Inga underarter finns listade i Catalogue of Life.